# Discografia de Barbra Streisand
Barbra Streisand é uma atriz, diretora, produtora e cantora americana. Sua discografia consiste em 117 singles, 36 álbuns de estúdio e numerosas compilações, bem como álbuns ao vivo, álbuns de natal e trilhas sonoras.
Com mais de 200 milhões de discos vendidos, Streisand é uma das artistas que mais vendeu álbuns na história da música.
Nos Estados Unidos, só com os certificados (52 discos de ouro, 31 de platina), há um montante de 68,5 milhões de cópias, de acordo com a RIAA. Ela, Madonna e Mariah Carey são as únicas a possuir 12 álbuns certificados como multi-platina.
Seus discos fizeram-na ganhar 15 Grammy Awards, incluindo os especiais como o Grammy's Lifetime Achievement Award e o Legend Award. Ela possui um álbum em número #1 nos charts em cada uma das suas 6 décadas de carreira, um recorde não atingido por nenhum outro artista. Com um total de 34 álbuns no Top 10 da Billboard desde 1963, Barbra atingiu o recorde de maior número de álbuns no Top 10 por uma cantora.
O álbum mais vendido da artista é Guilty, de 1980, que até 2020 já havia vendido mais de 15 milhões de cópias.

## Álbuns

### Álbuns de estúdio
| Ano  | Título                                           | Posições | Posições | Posições | Posições | Certificações                                                          |
| Ano  | Título                                           | EUA      | AUS      | CAN      | RU       | Certificações                                                          |
| ---- | ------------------------------------------------ | -------- | -------- | -------- | -------- | ---------------------------------------------------------------------- |
| 1963 | The Barbra Streisand Album                       | 8        | —        | —        | —        | - :RIAA: Ouro                                                          |
| 1963 | The Second Barbra Streisand Album                | 2        | 6        | —        | —        | - : RIAA Ouro                                                          |
| 1964 | The Third Album                                  | 5        | —        | —        | —        | - : RIAA Ouro                                                          |
| 1964 | People                                           | 1        | —        | —        | —        | - :RIAA Platina                                                        |
| 1965 | My Name Is Barbra                                | 2        | —        | —        | —        | - :RIAA Ouro                                                           |
| 1965 | My Name Is Barbra, Two...                        | 2        | 5        | —        | 6        | - :RIAA Platina                                                        |
| 1966 | Color Me Barbra                                  | 3        | 5        | —        | —        | - :RIAA Ouro                                                           |
| 1966 | Je m'appelle Barbra                              | 5        | —        | —        | —        | - :RIAA Ouro                                                           |
| 1967 | Simply Streisand                                 | 12       | —        | —        | —        | - :RIAA Ouro                                                           |
| 1967 | A Christmas Album                                | 108      | —        | —        | —        | - :RIAA 5× Platina                                                     |
| 1969 | What About Today?                                | 31       | —        | 26       | —        |                                                                        |
| 1971 | Stoney End                                       | 10       | —        | 12       | 28       | - :RIAA Platina                                                        |
| 1971 | Barbra Joan Streisand                            | 11       | —        | 25       | —        | - :RIAA Ouro                                                           |
| 1973 | Barbra Streisand...and Other Musical Instruments | 64       | —        | 80       | —        |                                                                        |
| 1974 | The Way We Were                                  | 1        | 10       | 3        | —        | - :RIAA 2× Platina - ARIA: Ouro - MC: 2× Platina - BPI: Prata          |
| 1974 | ButterFly                                        | 13       | 49       | 11       | —        | - :RIAA Ouro                                                           |
| 1975 | Lazy Afternoon                                   | 12       | 84       | 54       | —        | - :RIAA Ouro                                                           |
| 1976 | Classical Barbra                                 | 46       | —        | 87       | —        | - :RIAA Ouro                                                           |
| 1977 | Superman                                         | 3        | 11       | 1        | 32       | - :RIAA 2× Platina - ARIA: Ouro - MC: 2× Platina                       |
| 1978 | Songbird                                         | 12       | 30       | 10       | 50       | - :RIAA Platina - ARIA: Ouro - MC: Ouro - :BPI: Prata                  |
| 1979 | Wet                                              | 7        | 7        | 7        | 25       | - :RIAA Platina - ARIA: Platina - MC: Platina - :BPI: Ouro             |
| 1980 | Guilty                                           | 1        | 1        | 1        | 1        | - :RIAA 5× Platina - ARIA: 6× Platina - MC: 5× Platina - :BPI: Platina |
| 1984 | Emotion                                          | 19       | 13       | 44       | 15       | - :RIAA Platina - ARIA: Platina - MC: Ouro - :BPI: Ouro                |
| 1985 | The Broadway Album                               | 1        | 8        | 11       | 3        | - :RIAA 4× Platina - MC: 2× Platina - :BPI: Ouro                       |
| 1988 | Till I Loved You                                 | 10       | 21       | –        | 29       | - :RIAA Platina - ARIA: Platina - MC: Platina - :BPI: Ouro             |
| 1993 | Back to Broadway                                 | 1        | 3        | 6        | 4        | - :RIAA 2× Platina - MC: Platina - :BPI: Ouro                          |
| 1997 | Higher Ground                                    | 1        | 14       | 5        | 12       | - :RIAA 3× Platina - ARIA: Platina - MC: 3× Platina - :BPI: Ouro       |
| 1999 | A Love Like Ours                                 | 6        | 12       | 29       | 12       | - :RIAA Platina - ARIA: Ouro - MC: Ouro - :BPI: Ouro                   |
| 2001 | Christmas Memories                               | 15       | —        | —        | 137      | - :RIAA Platina                                                        |
| 2003 | The Movie Album                                  | 5        | 36       | 10       | 25       | - :RIAA Ouro - ARIA: Ouro - :BPI: Prata                                |
| 2005 | Guilty Pleasures                                 | 5        | 22       | 9        | 3        | - :RIAA Ouro - MC: Ouro - :BPI: Platina                                |
| 2009 | Love Is the Answer                               | 1        | 22       | 2        | 1        | - :RIAA Ouro - MC: Ouro - :BPI: Ouro                                   |
| 2011 | What Matters Most                                | 4        | 42       | 10       | 7        |                                                                        |
| 2014 | Partners                                         | 1        | 1        | 1        | 2        | - :RIAA Platina - ARIA: Platina - MC: Ouro - :BPI: Platina             |
| 2016 | Encore: Movie Partners Sing Broadway             | 1        | 1        | 3        | 6        | - ARIA: Ouro                                                           |
| 2018 | Walls                                            | 1        | 7        | 33       | 6        | - :BPI: Prata                                                          |
| 2025 | The Secret of Life: Partners, Volume Two         | 31       | 63       | —        | 40       |                                                                        |

### Álbuns ao vivo
| Ano  | Título                                                               | Posições | Posições | Posições | Posições | Certificações                                          |
| Ano  | Título                                                               | EUA      | AUS      | CAN      | RU       | Certificações                                          |
| ---- | -------------------------------------------------------------------- | -------- | -------- | -------- | -------- | ------------------------------------------------------ |
| 1968 | A Happening in Central Park                                          | 30       | —        | 19       | —        | - :RIAA: Ouro                                          |
| 1972 | Live Concert at the Forum                                            | 19       | —        | 17       | —        | - :RIAA: Platina                                       |
| 1987 | One Voice                                                            | 9        | 15       | 28       | 27       | - :RIAA: Platina - ARIA: Ouro - MC: Ouro - :BPI: Prata |
| 1994 | The Concert                                                          | 10       | 20       | 27       | 63       | - :RIAA: 3× Platina - ARIA: Platina - MC: 3× Platina   |
| 1995 | The Concert: Highlights                                              | 81       | —        | —        | —        | - :RIAA: Ouro                                          |
| 2000 | Timeless: Live in Concert                                            | 21       | 66       | —        | 54       | - :RIAA: Platina                                       |
| 2007 | Live in Concert 2006                                                 | 7        | —        | —        | 48       |                                                        |
| 2010 | One Night Only: Barbra Streisand and Quartet at The Village Vanguard | —        | 14       | —        | 2        | - :RIAA: Platina                                       |
| 2013 | Back to Brooklyn                                                     | —        | —        | —        | 102      |                                                        |
| 2017 | The Music...The Mem'ries...The Magic!                                | 69       | 45       | —        | 65       |                                                        |
| 2022 | Live at the Bon Soir                                                 | 150      | —        | —        | —        |                                                        |

### Compilações
| Ano  | Título                                  | Posições | Posições | Posições | Posições | Certificações                                                           |
| Ano  | Título                                  | EUA      | AUS      | CAN      | RU       | Certificações                                                           |
| ---- | --------------------------------------- | -------- | -------- | -------- | -------- | ----------------------------------------------------------------------- |
| 1970 | Barbra Streisand's Greatest Hits        | 32       | —        | —        | 44       | - :RIAA: 2× Platina - ARIA: Ouro                                        |
| 1978 | Barbra Streisand's Greatest Hits Vol. 2 | 1        | 2        | 1        | 1        | - :RIAA: 5× Platina - ARIA: 2× Platina - MC: 3× Platina - :BPI: Platina |
| 1981 | Memories                                | 10       | 7        | 3        | 1        | - :RIAA: 5× Platina - ARIA: 6× Platina - MC: 2× Platina - :BPI: Platina |
| 1989 | A Collection: Greatest Hits... and More | 26       | 22       | 8        | 22       | - :RIAA: 2× Platina - ARIA: Platina - MC: 2× Platina - :BPI: Ouro       |
| 1991 | Just for the Record                     | 38       | —        | —        | 102      | - :RIAA: Platina                                                        |
| 1992 | Highlights from Just for the Record     | —        | —        | —        | 102      |                                                                         |
| 2002 | The Essential Barbra Streisand          | 15       | 5        | 8        | 1        | - :RIAA: Platina - ARIA: Platina - :BPI: 2× Platina                     |
| 2002 | Duets                                   | 38       | 13       | 44       | 30       | - :RIAA: Ouro - ARIA: Ouro - :BPI: Ouro                                 |
| 2010 | Barbra: The Ultimate Collection         | —        | 58       | 23       | 8        | - :BPI: Platina                                                         |
| 2012 | Release Me                              | 7        | —        | 138      | 31       |                                                                         |
| 2013 | The Classic Christmas Album             | 95       | —        | 37       | —        |                                                                         |
| 2021 | Release Me 2                            | 15       | 15       | —        | 5        |                                                                         |
| 2023 | Evergreens                              | —        | —        | —        | —        |                                                                         |

#### Compilações brasileiras
| Ano  | Álbum                                           | Notas                                                                           |
| ---- | ----------------------------------------------- | ------------------------------------------------------------------------------- |
| 1971 | As Grandes Interpretações de Barbra Streisand   | Atingiu a 35ª posição na lista da Nopem dos 50 mais vendidos no Brasil em 1970. |
| 1983 | Love Songs: Apresentando os 14 Maiores Sucessos | A versão no formato CD foi lançada em 1996                                      |
| 1988 | Presença de Barbra Streisand                    | Foram vendidas 26 mil cópias no Brasil, até 1988.                               |

### Trilhas sonoras
| Ano  | Título                                                                    | Posições | Posições | Posições | Posições | Certificações                                                           |
| Ano  | Título                                                                    | EUA      | AUS      | CAN      | RU       | Certificações                                                           |
| ---- | ------------------------------------------------------------------------- | -------- | -------- | -------- | -------- | ----------------------------------------------------------------------- |
| 1962 | I Can Get It for You Wholesale                                            | 125      | —        | —        | —        |                                                                         |
| 1962 | Pins and Needles                                                          | 125      | —        | —        | —        |                                                                         |
| 1964 | Funny Girl: Original Broadway Cast Recording                              | 2        | —        | —        | —        | - :RIAA: Ouro                                                           |
| 1968 | Funny Girl: Original Soundtrack Recording                                 | 12       | 8        | 10       | 11       | - :RIAA: Platina - MC: Ouro                                             |
| 1969 | Hello Dolly: Original Motion Picture Soundtrack                           | 49       | —        | 33       | 45       |                                                                         |
| 1970 | On a Clear Day You Can See Forever                                        | 108      | —        | —        | —        |                                                                         |
| 1971 | The Owl and the Pussycat: Comedy Highlights and Music from the Soundtrack | 186      | 74       | —        | —        |                                                                         |
| 1974 | The Way We Were (Original Soundtrack Recording)                           | 20       | —        | —        | —        | - :RIAA: Ouro                                                           |
| 1975 | Funny Lady                                                                | 6        | 50       | 17       | —        | - :RIAA: Ouro                                                           |
| 1976 | A Star Is Born                                                            | 1        | 3        | 1        | 1        | - :RIAA: 4× Platina - ARIA: 2× Platina - MC: 3× Platina - :BPI: Platina |
| 1979 | The Main Event: Music from the Original Motion Picture Soundtrack         | 20       | 11       | —        | —        | - :RIAA: Ouro                                                           |
| 1983 | Yentl: Original Motion Picture Soundtrack                                 | 9        | 24       | 16       | 21       | - :RIAA: 5× Platina - MC: Platina - :BPI: Ouro                          |
| 1987 | Nuts                                                                      | —        | —        | —        | —        |                                                                         |
| 1991 | The Prince of Tides: Original Motion Picture Soundtrack                   | 84       | —        | —        | —        |                                                                         |
| 1996 | The Mirror Has Two Faces: Music from the Motion Picture                   | 16       | 11       | —        | —        | - :RIAA: Platina                                                        |

#### Notes
A. ^  As posições australianas são do Kent Music Report|Kent Music Report (KMR) / Australian Music Report (AMR) pré-1989 e de 1989 em diante do ARIA Charts.

B. ^  Também apareceu na chart  Kent Music Report seguida por: Till I Loved You (#18) e A Collection: Greatest Hits.. and More (#16)

## Singles
| Ano  | Singles                                                       | Posições | Posições | Posições | Posições | Posições | Posições | Certificações                             |
| Ano  | Singles                                                       | EUA 100  | EUA AC   | CAN      | CAN AC   | RU       | IRE      | Certificações                             |
| ---- | ------------------------------------------------------------- | -------- | -------- | -------- | -------- | -------- | -------- | ----------------------------------------- |
| 1962 | "Miss Marmelstein"                                            | —        | —        | —        | —        | —        | —        |                                           |
| 1962 | "Happy Days are Here Again"                                   | —        | —        | —        | —        | —        | —        |                                           |
| 1962 | "My Coloring Book"                                            | —        | —        | —        | —        | —        | —        |                                           |
| 1964 | "People"                                                      | 5        | 1        | 19       | 2        | —        | —        |                                           |
| 1964 | "I Am Woman"                                                  | 114      | —        | —        | —        | —        | —        |                                           |
| 1964 | "Funny Girl"                                                  | 44       | 6        | —        | —        | —        | —        |                                           |
| 1964 | "Absent Minded Me"                                            | 123      | —        | —        | —        | —        | —        |                                           |
| 1965 | "Why Did I Choose You"                                        | 77       | 15       | —        | —        | —        | —        |                                           |
| 1965 | "Happy Days are Here Again" / "My Coloring Book"              | —        | —        | —        | —        | —        | —        |                                           |
| 1965 | "My Man"                                                      | 79       | 17       | —        | —        | 8        | —        |                                           |
| 1965 | "He Touched Me"                                               | 53       | 2        | —        | —        | —        | —        |                                           |
| 1966 | "Second Hand Rose"                                            | 32       | 5        | 30       | 1        | 14       | —        |                                           |
| 1966 | "Where Am I Going?"                                           | 94       | 4        | —        | —        | —        | —        |                                           |
| 1966 | "You Wanna Bet"                                               | —        | 18       | —        | —        | —        | —        |                                           |
| 1966 | "Sam, You Made the Pants Too Long"                            | 98       | 9        | —        | —        | —        | —        |                                           |
| 1966 | "The Minute Waltz"                                            | —        | 23       | —        | —        | —        | —        |                                           |
| 1966 | "Non... C'est Rien"                                           | —        | 15       | —        | —        | —        | —        |                                           |
| 1966 | "Free Again"                                                  | 83       | 8        | —        | —        | —        | —        |                                           |
| 1967 | "Stout-Hearted Men"                                           | 92       | 2        | —        | —        | —        | —        |                                           |
| 1967 | "Lover Man (Oh, Where Can You Be!)"                           | —        | 29       | —        | —        | —        | —        |                                           |
| 1968 | "Our Corner of the Night"                                     | 107      | 19       | —        | —        | —        | —        |                                           |
| 1968 | "I'd Rather Be Blue over You (Than Happy With Somebody Else)" | –        | 19       | —        | —        | —        | —        |                                           |
| 1968 | "Funny Girl"                                                  | —        | 25       | —        | —        | —        | —        |                                           |
| 1969 | "Honey Pie"                                                   | —        | 35       | —        | —        | —        | —        |                                           |
| 1970 | "Before the Parade Passes By"                                 | —        | 23       | —        | 25       | —        | —        |                                           |
| 1970 | "The Best Thing You've Ever Done"                             | —        | 19       | —        | —        | —        | —        |                                           |
| 1971 | "Stoney End"                                                  | 6        | 2        | 5        | 29       | 27       | —        |                                           |
| 1971 | "Time and Love"                                               | 51       | 3        | —        | 31       | —        | —        |                                           |
| 1971 | "Flim Flam Man"                                               | 82       | 7        | 70       | 23       | —        | —        |                                           |
| 1971 | "Where You Lead"                                              | 40       | 3        | 47       | 23       | —        | —        |                                           |
| 1971 | "Mother"                                                      | 79       | 24       | 74       | —        | —        | —        |                                           |
| 1971 | "Space Captain"                                               | 101      | —        | —        | —        | —        | —        |                                           |
| 1972 | "Sweet Inspiration / Where You Lead"                          | 37       | 15       | 37       | —        | —        | —        |                                           |
| 1972 | "Sing a Song" / "Make Your Own Kind of Music"                 | 94       | 28       | —        | 25       | —        | —        |                                           |
| 1973 | "Didn't We"                                                   | 82       | 22       | —        | 46       | —        | —        |                                           |
| 1974 | "The Way We Were"                                             | 1        | 1        | 1        | 1        | 31       | —        | - :RIAA: Platina                          |
| 1974 | "All in Love Is Fair"                                         | 63       | 10       | 60       | —        | —        | —        |                                           |
| 1975 | "How Lucky Can You Get"                                       | —        | 27       | —        | 19       | —        | —        |                                           |
| 1975 | "My Father's Song"                                            | —        | 11       | —        | 15       | —        | —        |                                           |
| 1977 | "Evergreen (Love Theme from A Star Is Born)"                  | 1        | 1        | 1        | 1        | 3        | 4        | - :RIAA: Platina - MC: Ouro - :BPI: Prata |
| 1977 | "My Heart Belongs to Me"                                      | 4        | 1        | 3        | 1        | —        | —        |                                           |
| 1978 | "Songbird"                                                    | 25       | 1        | 33       | 1        | —        | —        |                                           |
| 1978 | "Love Theme from 'Eyes of Laura Mars' (Prisoner)"             | 21       | 48       | 48       | 28       | —        | —        |                                           |
| 1978 | "You Don't Bring Me Flowers"                                  | 1        | 3        | 1        | 1        | 5        | 14       | - :RIAA: Platina - MC: Ouro - :BPI: Ouro  |
| 1979 | "Superman"                                                    | —        | 29       | —        | 18       | —        | —        |                                           |
| 1979 | "The Main Event" / "Fight"                                    | 3        | 2        | 5        | 1        | —        | —        | - :RIAA: Ouro                             |
| 1979 | "No More Tears (Enough Is Enough)"                            | 1        | 7        | 2        | 6        | 3        | 7        | - :RIAA: Platina - MC: Ouro - :BPI: Prata |
| 1980 | "Kiss Me in the Rain"                                         | 37       | 9        | 67       | 1        | —        | —        |                                           |
| 1980 | "Woman in Love"                                               | 1        | 1        | 1        | 1        | 1        | 1        | - :RIAA: Platina - :BPI: Ouro             |
| 1981 | "Guilty"                                                      | 3        | 5        | 13       | —        | 34       | 21       | - :RIAA: Ouro                             |
| 1981 | "What Kind of Fool"                                           | 10       | 1        | 17       | —        | —        | —        |                                           |
| 1981 | "Promises"                                                    | 48       | 8        | —        | 5        | —        | —        |                                           |
| 1982 | "Comin' In and Out of Your Life"                              | 11       | 2        | 24       | 1        | 66       | —        |                                           |
| 1982 | "Memory"                                                      | 52       | 9        | —        | 3        | 34       | —        |                                           |
| 1983 | "The Way He Makes Me Feel"                                    | 40       | 1        | 34       | 1        | —        | —        |                                           |
| 1984 | "Papa, Can You Hear Me?"                                      | —        | 26       | –        | 14       | —        | —        |                                           |
| 1984 | "Left in the Dark"                                            | 50       | 4        | 87       | 2        | 85       | —        |                                           |
| 1985 | "Make No Mistake, He's Mine"                                  | 51       | 8        | 89       | 5        | 92       | —        |                                           |
| 1985 | "Emotion"                                                     | 79       | 14       | 97       | 18       | —        | —        |                                           |
| 1985 | "Somewhere"                                                   | 43       | 5        | 72       | 2        | 88       | —        |                                           |
| 1986 | "Send in the Clowns"                                          | —        | 25       | –        | 2        | —        | —        |                                           |
| 1988 | "Till I Loved You"                                            | 25       | 3        | —        | —        | 16       | 9        |                                           |
| 1988 | "All I Ask of You"                                            | —        | 15       | —        | —        | 77       | —        |                                           |
| 1989 | "What Were We Thinking Of?"                                   | —        | 32       | —        | —        | —        | —        |                                           |
| 1989 | "We're Not Makin' Love Anymore"                               | —        | 10       | —        | 15       | 85       | —        |                                           |
| 1989 | "Someone That I Used to Love"                                 | —        | 25       | —        | —        | —        | —        |                                           |
| 1992 | "Places That Belong to You"                                   | —        | 43       | —        | 39       | 17       | 29       |                                           |
| 1993 | "With One Look (From Sunset Boulevard)"                       | —        | —        | —        | 30       | —        | —        |                                           |
| 1994 | "The Music Of The Night (From The Phantom Of The Opera)"      | —        | —        | —        | 54       | —        | —        |                                           |
| 1994 | "As If We Never Said Goodbye (From Sunset Boulevard)"         | —        | —        | —        | 20       | —        | —        |                                           |
| 1996 | "I Finally Found Someone"                                     | 8        | 2        | 14       | 2        | 10       | 1        | - :RIAA: Ouro - ARIA: Platina             |
| 1997 | "Tell Him"                                                    | —        | 5        | 12       | 4        | 3        | 2        | - ARIA: Ouro - :BPI: Ouro                 |
| 1999 | "I've Dreamed of You"                                         | —        | —        | 91       | —        | —        | —        |                                           |
| 1999 | "If You Ever Leave Me"                                        | —        | —        | 29       | 26       | —        | —        |                                           |
| 2001 | "It Must Have Been the Mistletoe"                             | —        | 28       | —        | —        | —        | —        |                                           |
| 2005 | "Night of My Life"                                            | —        | —        | —        | —        | —        | —        |                                           |
| 2005 | "Stranger in a Strange Land"                                  | —        | 39       | —        | —        | —        | —        |                                           |
| 2009 | "In The Wee Small Hours Of The Morning"                       | —        | —        | —        | —        | —        | —        |                                           |
| 2010 | "We Are the World 25 for Haiti" (with Various artists)        | 2        | —        | 7        | —        | 50       | 9        |                                           |
| 2012 | "I'll Be Home for Christmas"                                  | —        | —        | —        | —        | —        | —        |                                           |
| 2014 | "It Had to Be You" (com Michael Bublé)                        | —        | —        | —        | —        | —        | —        |                                           |
| 2014 | "What Kind of Fool" (com John Legend)                         | —        | —        | —        | —        | —        | —        |                                           |
| 2016 | "Enough Is Enough 2017" (com Donna Summer)                    | —        | —        | —        | —        | —        | —        |                                           |
| 2018 | "Don't Lie to Me"                                             | —        | —        | —        | —        | —        | —        |                                           |

## VHS, DVD e Blu-ray
- Fonte: [34]

| Ano  | Título                                                             | Certificações       |
| ---- | ------------------------------------------------------------------ | ------------------- |
| 1986 | My Name Is Barbra (home video) / (DVD lançado em 2006)             | - :RIAA: Ouro       |
| 1986 | Color Me Barbra (home video) / (DVD lançado em 2006)               | - :RIAA: Ouro       |
| 1986 | A Happening in Central Park (home video) / (DVD lançado em 2006)   |                     |
| 1986 | Putting it Together: The Making of The Broadway Album (home video) | - :RIAA: Ouro       |
| 1988 | One Voice (home video) / (DVD lançado em 2006)                     |                     |
| 1994 | Barbra: The Concert (home video)                                   | - :RIAA: 4× Platina |
| 2001 | Timeless: Live in Concert (home video / DVD)                       | - :RIAA: Platina    |
| 2004 | Barbra: The Concert Live at the MGM Grand (home video / DVD)       | - :RIAA: Platina    |
| 2005 | Barbra Streisand: The Television Specials DVD Box Set              | - :RIAA: 5× Platina |
| 2006 | Barbra Streisand...and Other Musical Instruments (DVD)             |                     |
| 2006 | The Belle of 14th Street (DVD)                                     |                     |
| 2009 | Streisand: The Concerts DVD Box Set                                | - :RIAA: Platina    |
| 2010 | One Night Only: Barbra Streisand & Quartet at the Village Vanguard | - :RIAA: Platina    |
| 2013 | Back to Brooklyn                                                   |                     |

## Videoclipes
| Título                             | Ano  | Diretor(es)               | Ref(s) |
| ---------------------------------- | ---- | ------------------------- | ------ |
| "My Heart Belongs to Me"           | 1977 |                           | [ 35 ] |
| "Woman in Love"                    | 1981 |                           | [ 35 ] |
| "Memory"                           | 1981 | Jack Semmens              | [ 35 ] |
| "Left in the Dark"                 | 1984 | Jonathan Kaplan           | [ 35 ] |
| "Emotion"                          | 1985 | Richard Baskin, Streisand | [ 36 ] |
| "Somewhere"                        | 1985 | William Friedkin          | [ 37 ] |
| "Hands Across America"             | 1986 | Bob Giraldi               | [ 38 ] |
| "Till I Loved You"                 | 1988 |                           | [ 35 ] |
| "We’re Not Making Love Anymore"    | 1989 | Jim Shea                  | [ 39 ] |
| "Places That Belong to You"        | 1991 |                           | [ 35 ] |
| "For All We Know"                  | 1991 |                           | [ 35 ] |
| "I Finally Found Someone"          | 1996 |                           | [ 35 ] |
| "Tell Him"                         | 1997 | Scott Lochmus             | [ 40 ] |
| "If You Ever Leave Me"             | 1999 | Jim Shea                  | [ 35 ] |
| "Wild is the Wind"                 | 2003 |                           | [ 35 ] |
| "I'm in the Mood for Love"         | 2003 |                           | [ 35 ] |
| "Stranger in a Strange Land"       | 2005 | Rick Walker               | [ 35 ] |
| "Above the Law"                    | 2005 | Rick Walker               | [ 35 ] |
| "Hideaway"                         | 2005 | Rick Walker               | [ 35 ] |
| "Letting Go"                       | 2005 | Rick Walker               | [ 35 ] |
| "We Are the World 25"              | 2010 | Paul Haggis               | [ 35 ] |
| "I Think It's Going to Rain Today" | 2012 | Matt Amato                | [ 35 ] |
| "Don't Lie to Me"                  | 2018 | Barbra Streisand          | [ 35 ] |
| "Lady Liberty"                     | 2018 | Barbra Streisand          | [ 35 ] |
| "I'd Want It To Be You"            | 2021 | Matt Amato                | [ 35 ] |
| "Be Aware"                         | 2021 | Elyse Kelly               | [ 41 ] |
| "Cry Me A River"                   | 2022 | Matt Amato                | [ 35 ] |